# Königsberg in Bayern
Königsberg in Bayern (nome ufficiale: Königsberg i. Bay.) è una città tedesca di 3 614 abitanti, situata nel Land della Baviera.

## Galleria d'immagini

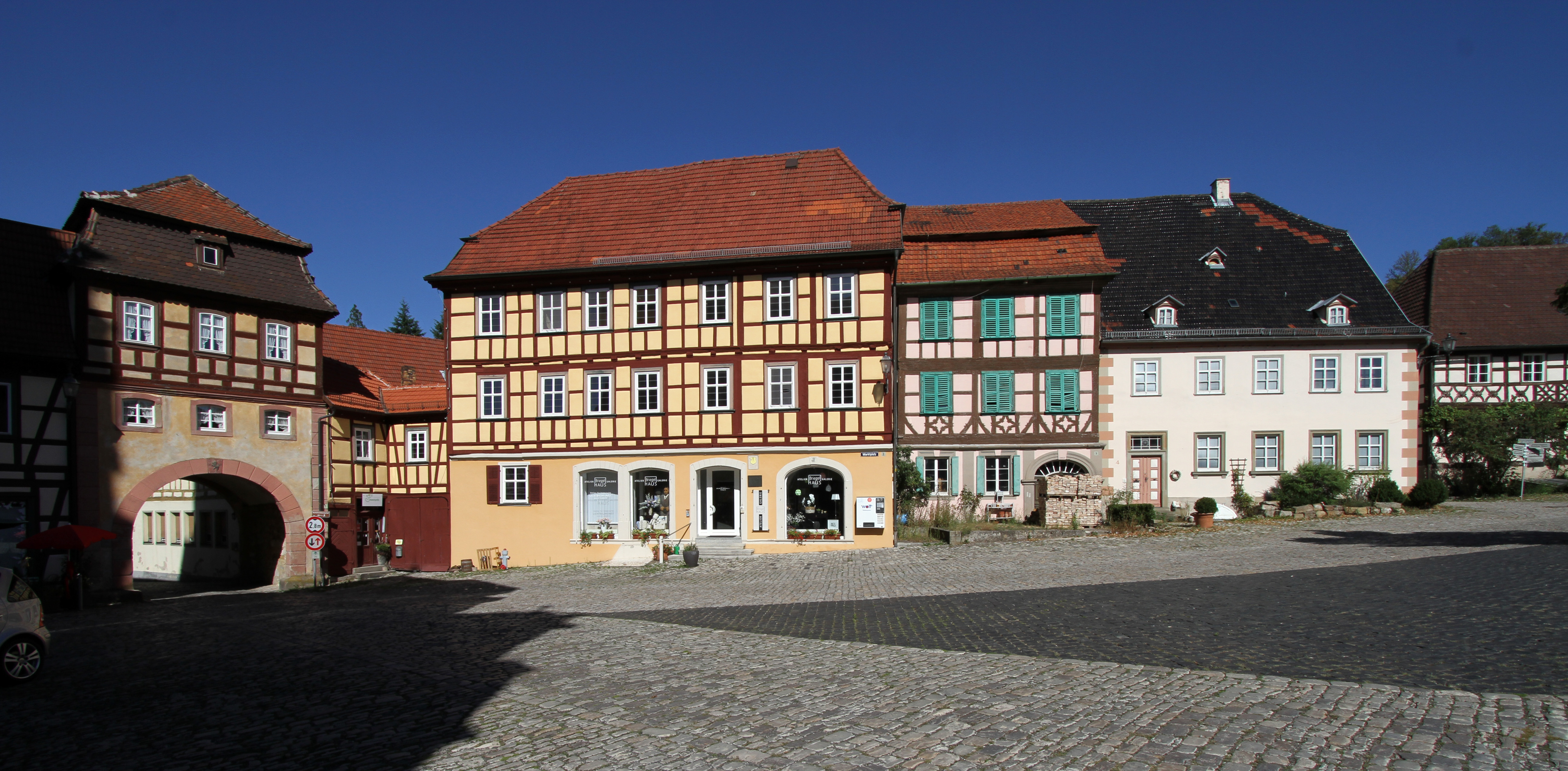
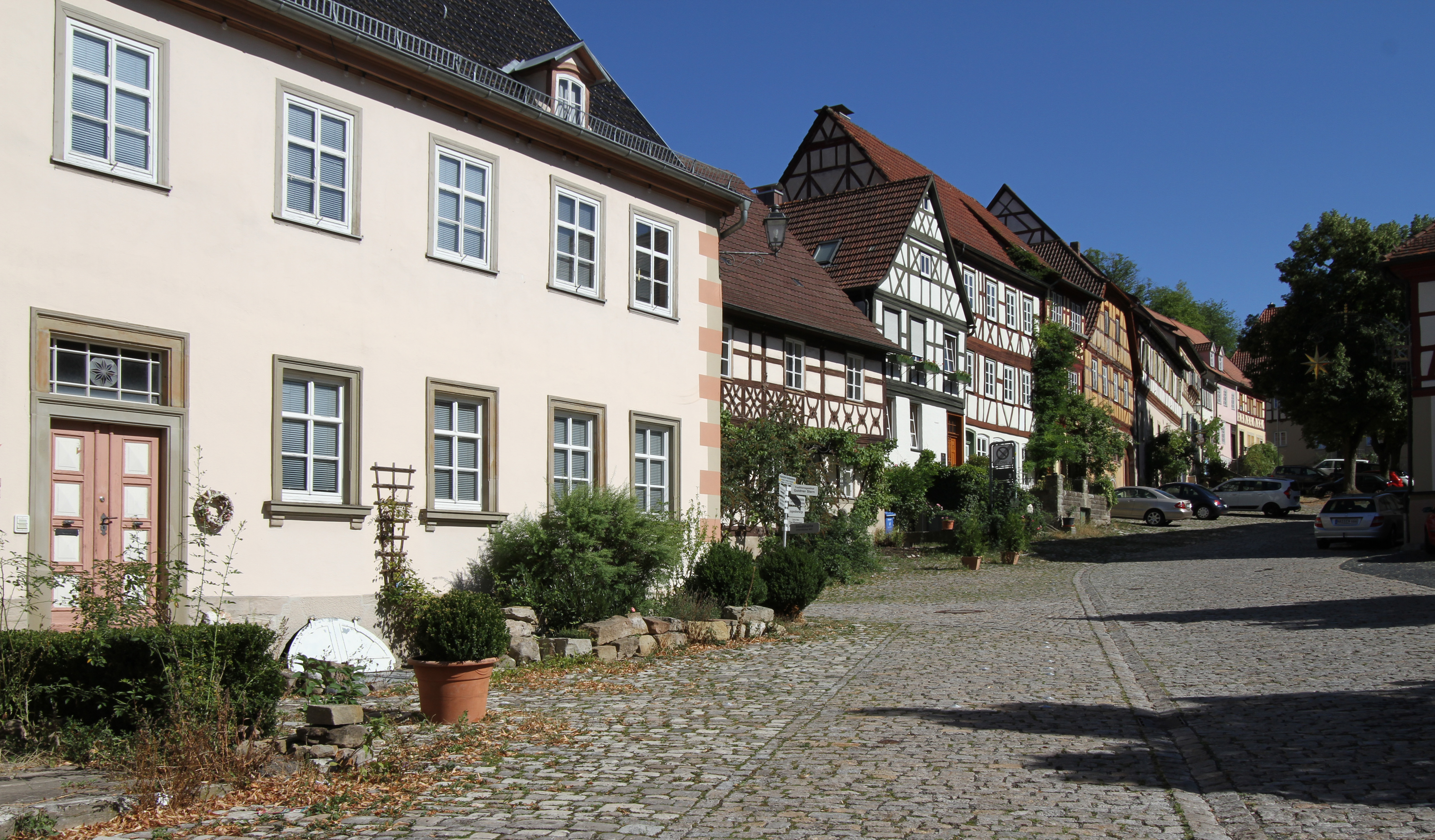
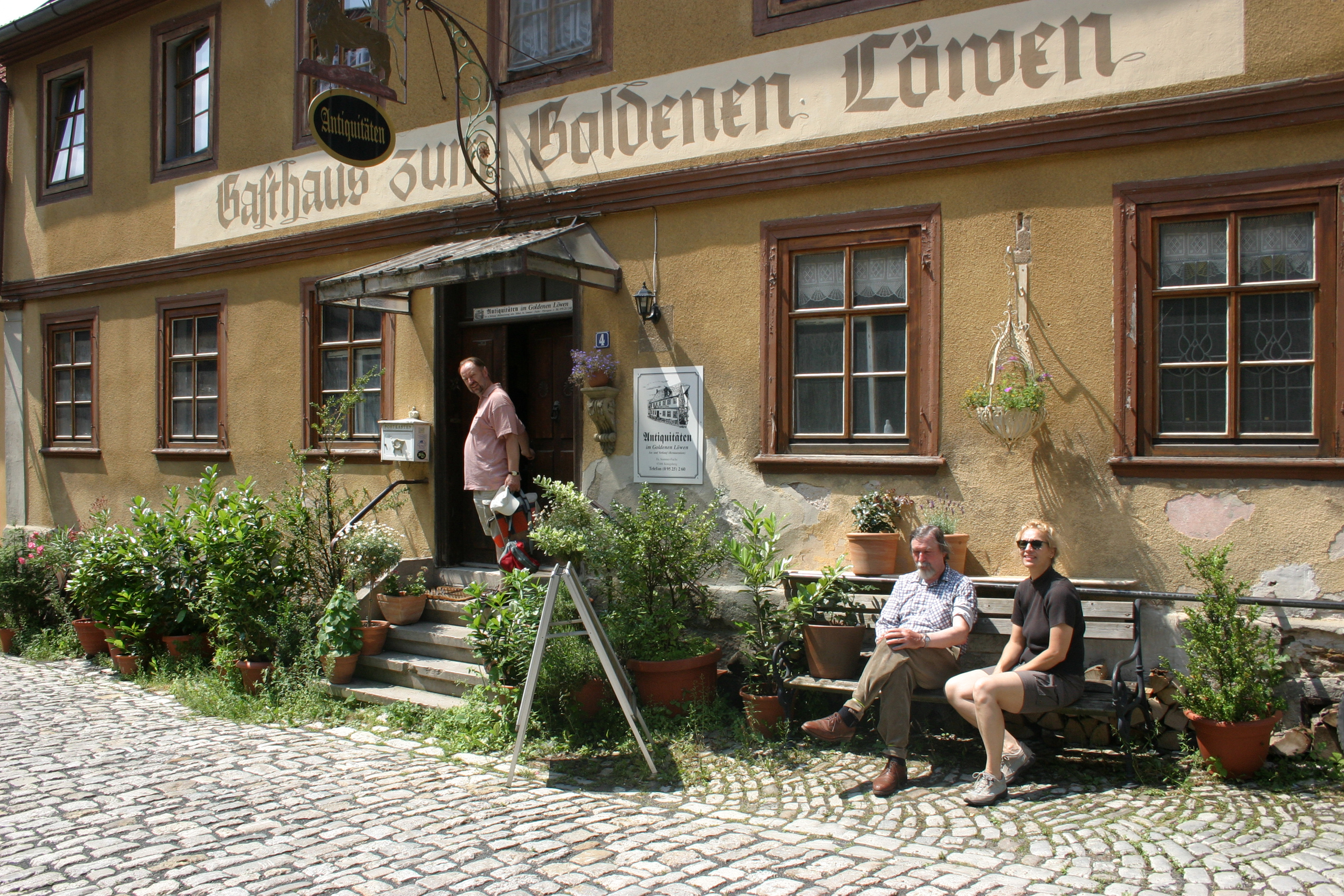
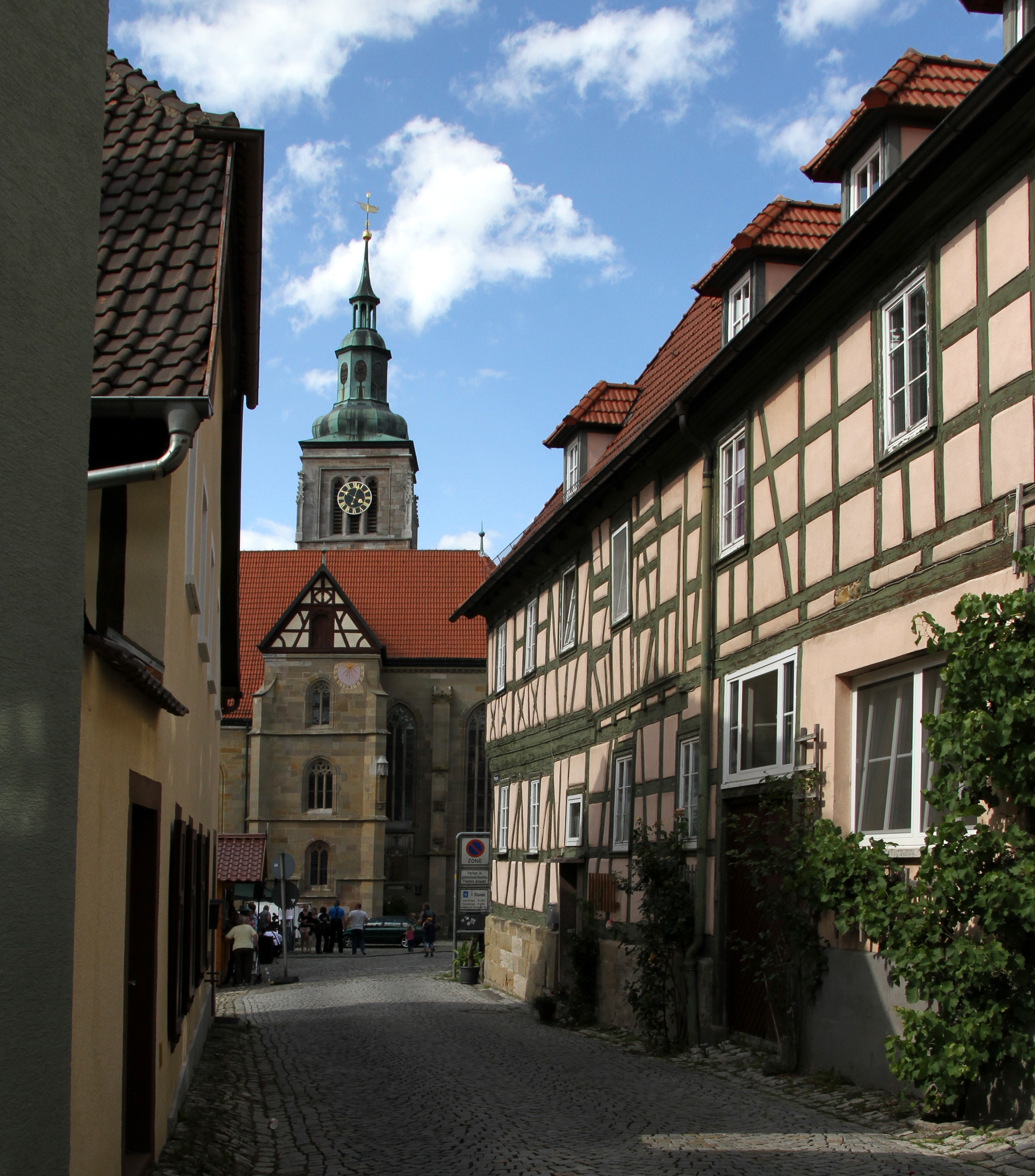
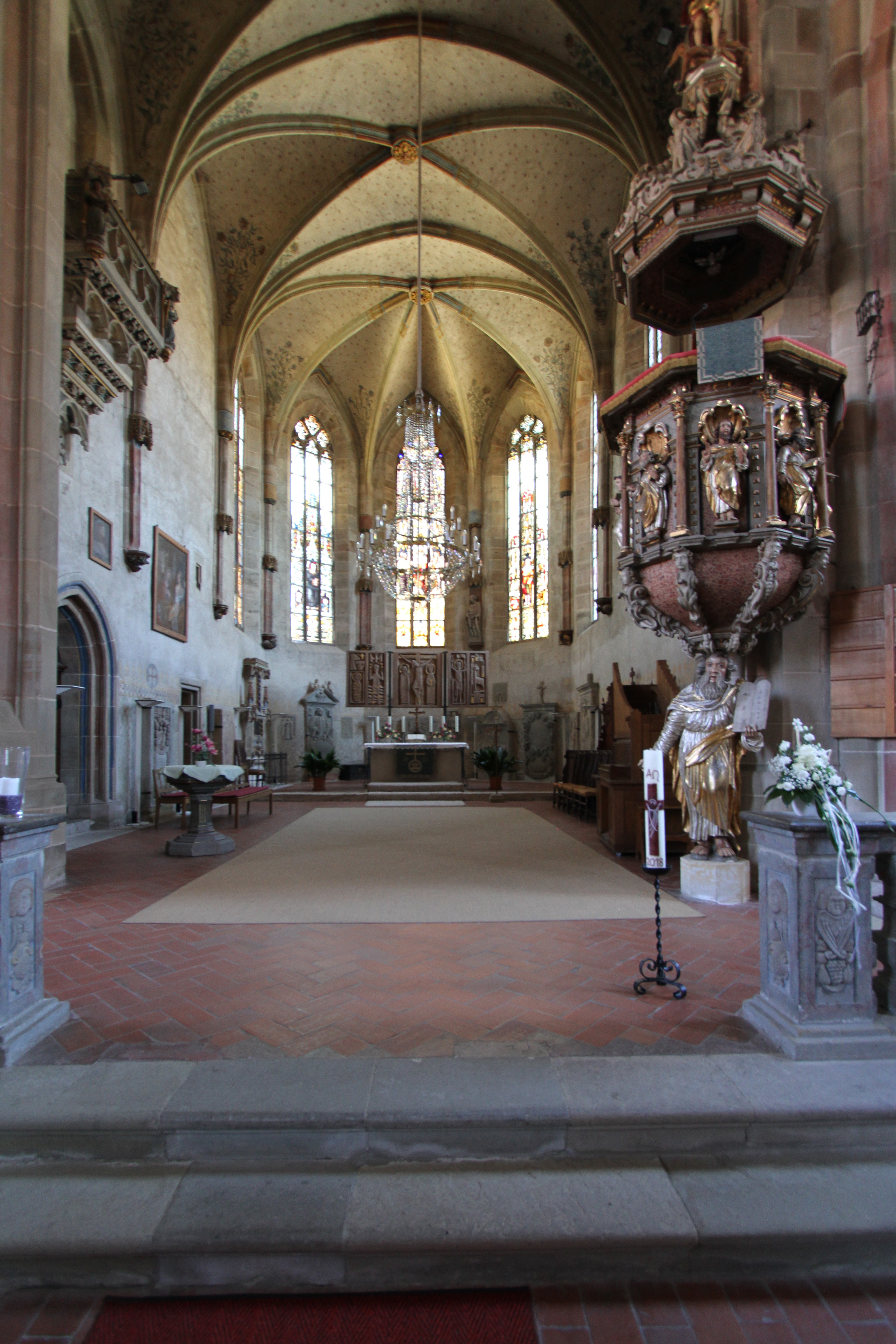
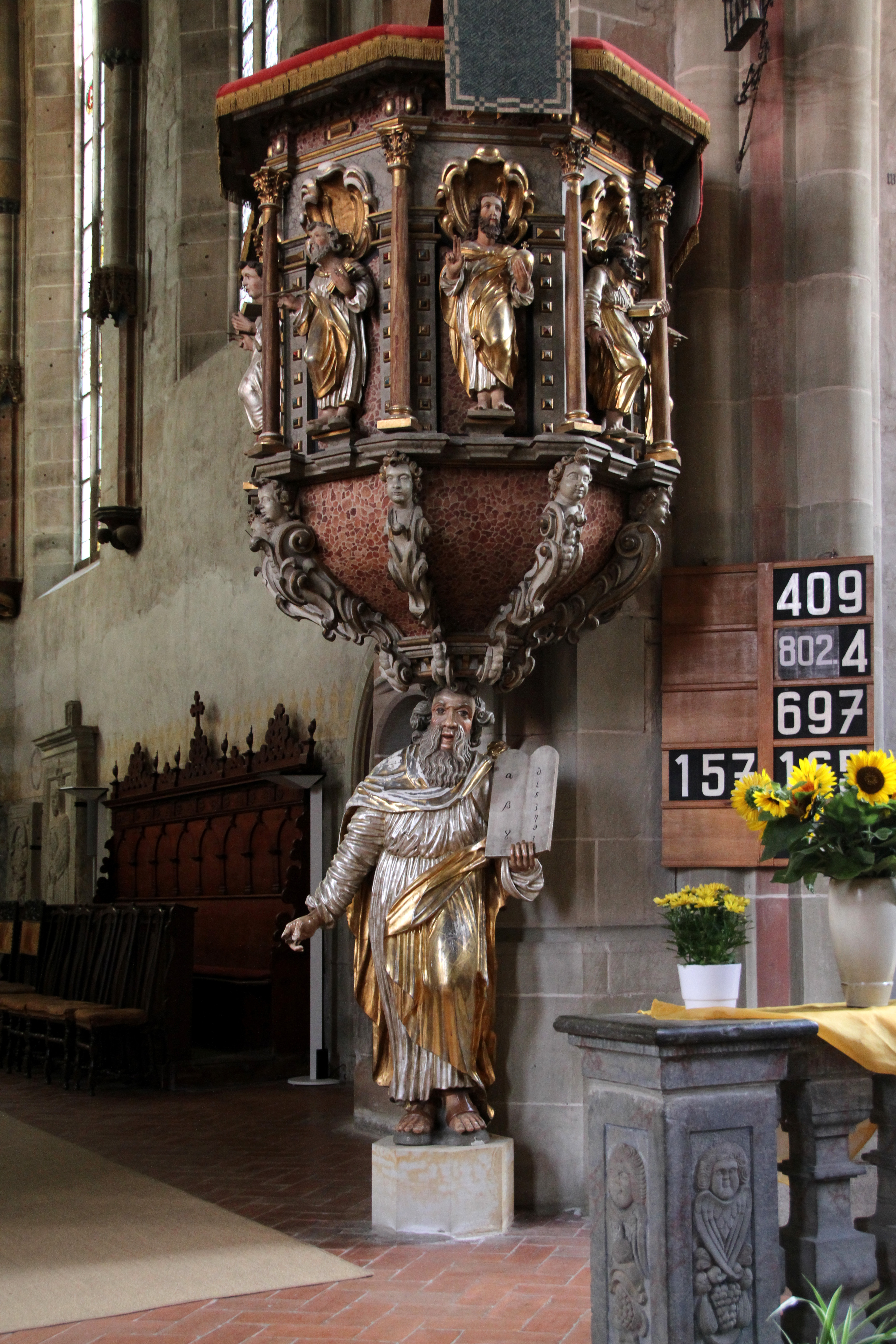
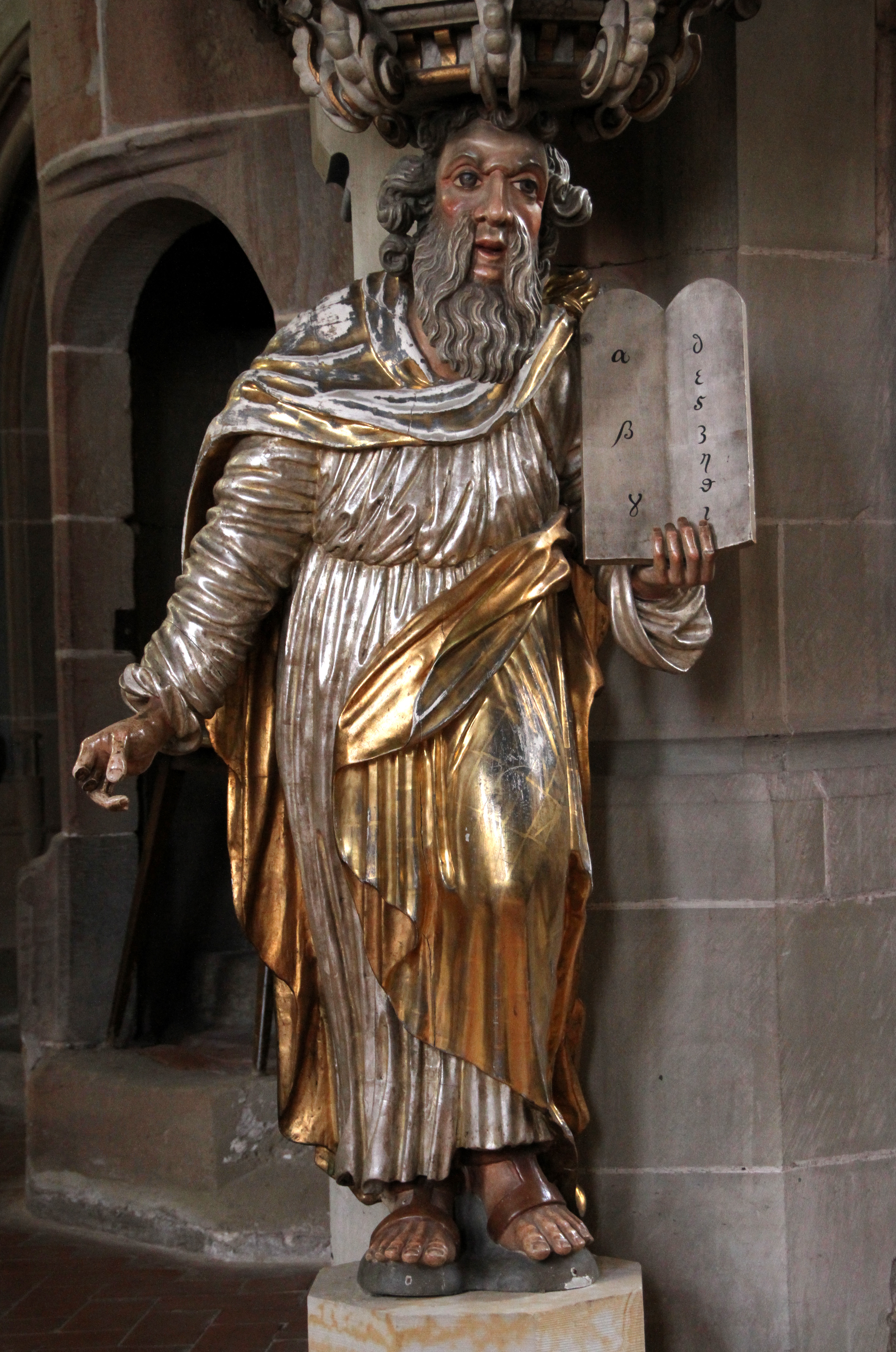
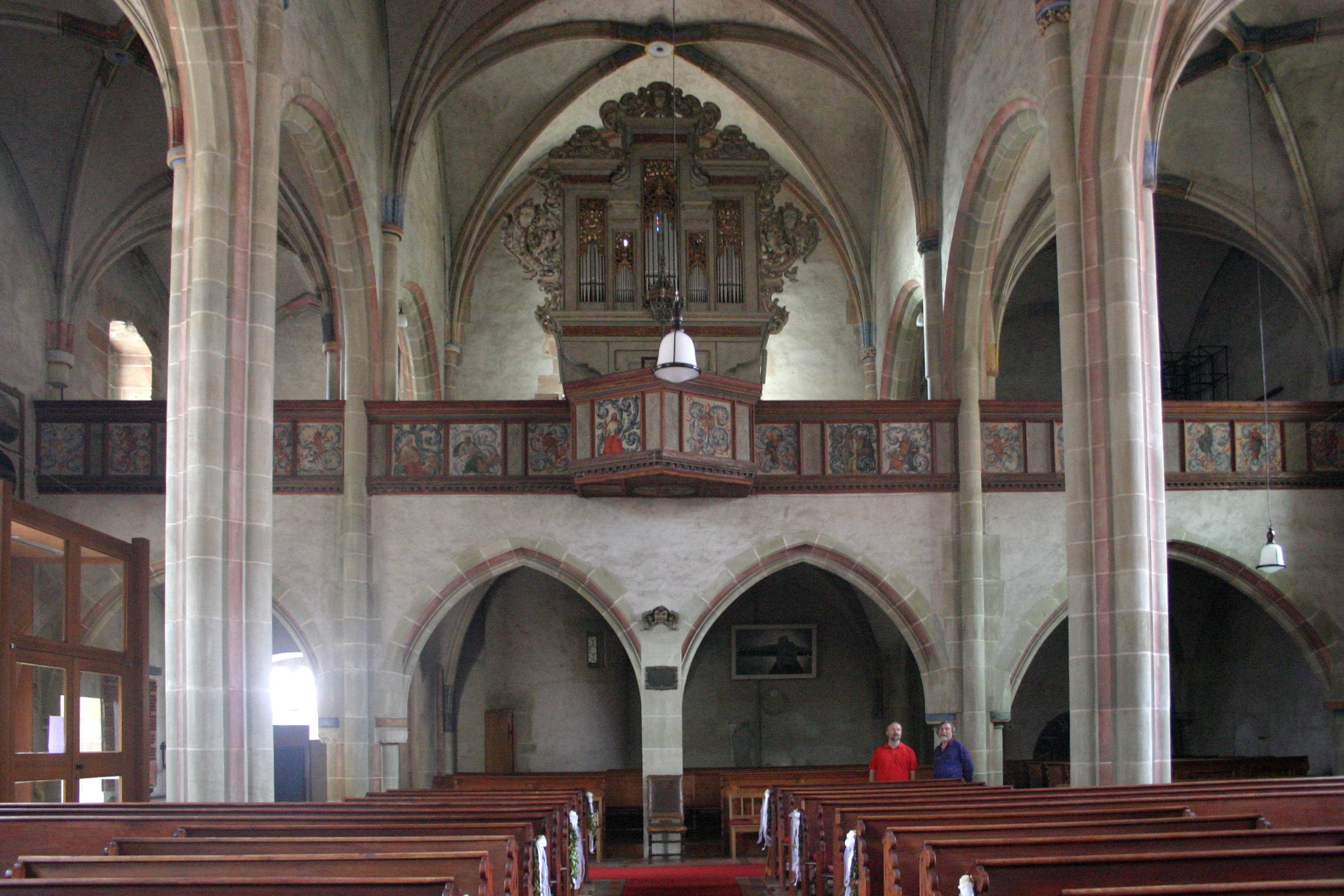